# Paskov
Paskov (německy Paskau) je město v okrese Frýdek-Místek v Moravskoslezském kraji. Žije zde přibližně 3 900 obyvatel. Téměř celé katastrální území Paskova se rozkládá na Moravě, ale malé okrajové části území Paskova zasahují do Slezska.

## Název
Název osady byl odvozen od osobního jména Pasek (v jehož základu je obecné pás) a znamenalo "Paskův majetek".

## Historie
První písemná zmínka o obci pochází z roku 1267. Původně existovaly dva Paskovy: Ves Paskov (na severozápadě) a Městys Paskov (na jihovýchodě), přičemž zástavba obou spolu těsně sousedila a v obou případech se jednalo o samostatné obce, sloučené roku 1870. Od roku 1871 leží na železniční trati Ostrava – Valašské Meziříčí. V roce 2011 byl Paskov povýšen na město.

## Obyvatelstvo
| Rok            | 1869  | 1880  | 1890  | 1900  | 1910  | 1921  | 1930  | 1950  | 1961  | 1970  | 1980  | 1991  | 2001  | 2011  | 2021  |
| -------------- | ----- | ----- | ----- | ----- | ----- | ----- | ----- | ----- | ----- | ----- | ----- | ----- | ----- | ----- | ----- |
| Počet obyvatel | 1 584 | 1 692 | 1 891 | 2 172 | 2 425 | 2 359 | 2 663 | 2 509 | 2 846 | 3 083 | 3 150 | 3 400 | 3 718 | 3 808 | 3 679 |
| Počet domů     | 194   | 212   | 218   | 244   | 264   | 288   | 380   | 514   | 576   | 663   | 709   | 801   | 820   | 902   | 986   |

Věková struktura obyvatel obce Paskov roku 2011

## Městská správa

### Části města
- Oprechtice
- Paskov

Od 1. ledna 1980 do 23. listopadu 1990 k městu patřila i Žabeň.

### Městské symboly
Znak a vlajka byly městu uděleny rozhodnutím předsedy Poslanecké sněmovny Parlamentu České republiky dne 12. ledna 1996.

## Průmysl
Většina obyvatel Paskova a přilehlého okolí byla závislá na společnosti OKD, která v Paskově provozovala uhelný důl. Historie těžby v Paskově začala v roce 1960 výstavbou těžební infrastruktury. Produkce v roce 2012 dosáhla 0,95 milionu tun uhlí a rozloha důlního pole činila 40 km². V roce 2014 bylo oznámeno, že důl ukončí činnost do roku 2017.
Těžba černého uhlí v Dole Paskov byla ukončena 31. března 2017 v ranních hodinách po vyfárání poslední noční směny. K tomuto datu v Dole Paskov bylo zaměstnáno více než 1300 pracovníků, z nichž asi jen 200 mělo přejít do karvinské části OKD, konkrétně do Dolů ČSA a ČSM.
V letech 1979–1983 byla v Paskově postavena na „zelené louce“ celulózka pro výrobu sulfitové buničiny, dnes nesoucí název Lenzing Biocel Paskov. Zaměstnává téměř 400 lidí.

## Sport
- Florbalový oddíl Paskov Saurians
- Taneční skupina Step4U Paskov
- Házená Paskov

## Pamětihodnosti
- Paskovský zámek
- Zámecký park
- Kostel svatého Vavřince z roku 1740 nechala postavit hraběnka Marie Paula von Fürstenbusch. V letech 1829–1830 byl přistavěn presbytář.[14]
- fara (čp.193)
- socha svatého Floriána stojí na návsi
- sýpka u čp. 54

## Osobnosti
- Bohumír Dvorský (1902–1976), akademický malíř
- Zdeněk Koubek (1913–1986), atlet, ragbista
- Milan Tichák (1933–2020), historik
- Petr Kolář (1941–2023), katolický kněz, jezuita

## Galerie

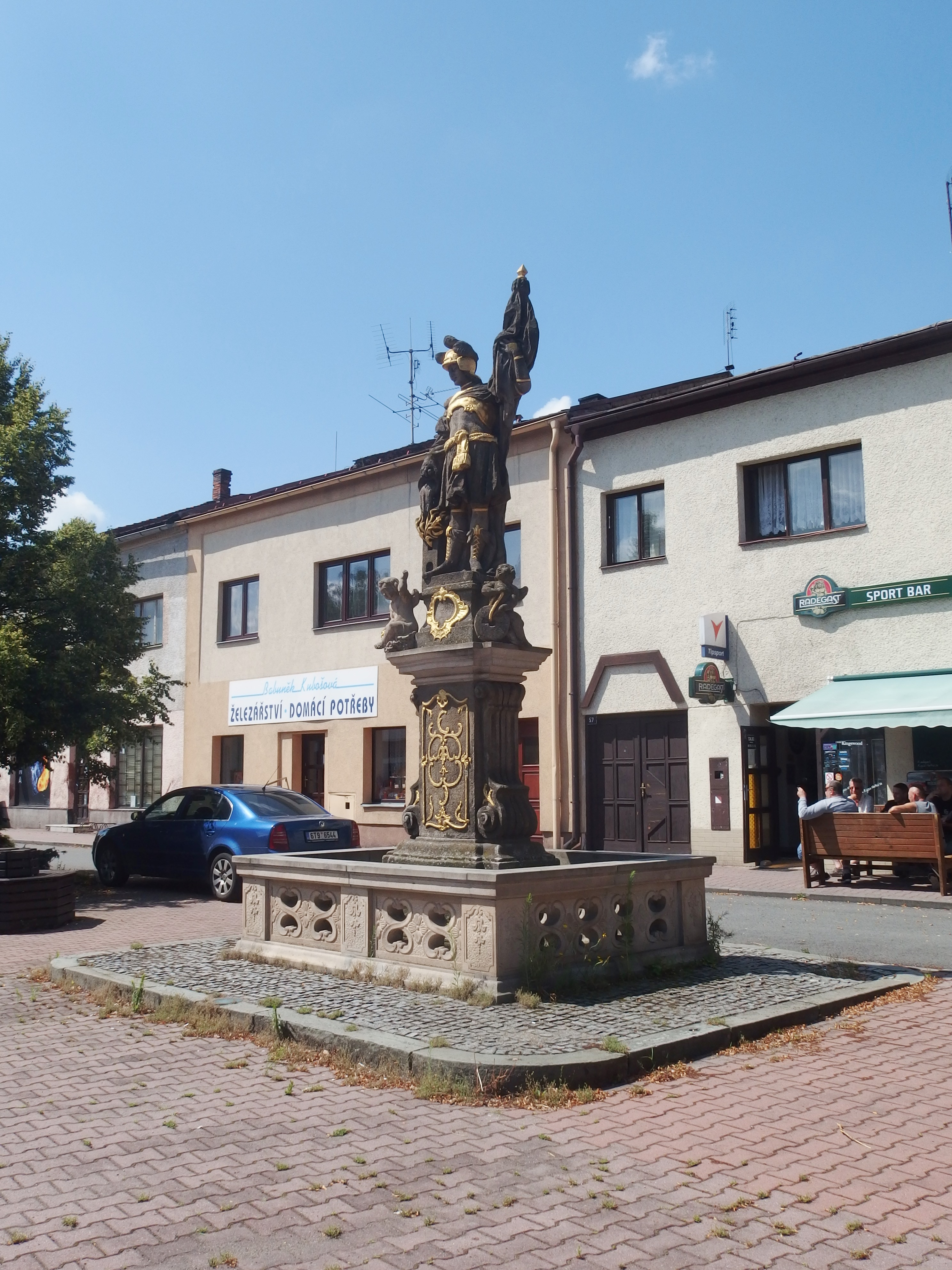
Náměstí se sochou svatého Floriána
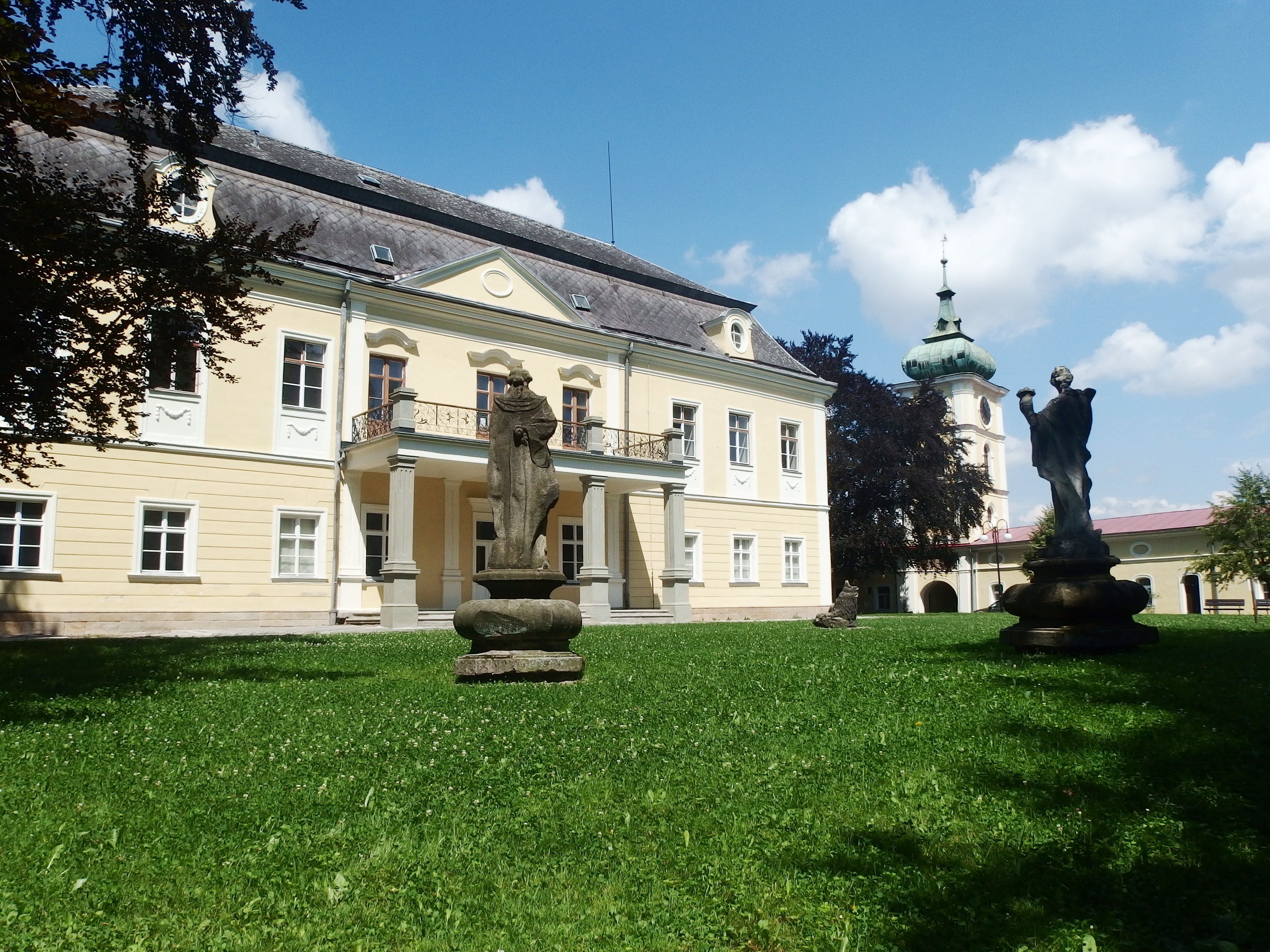
Zámek
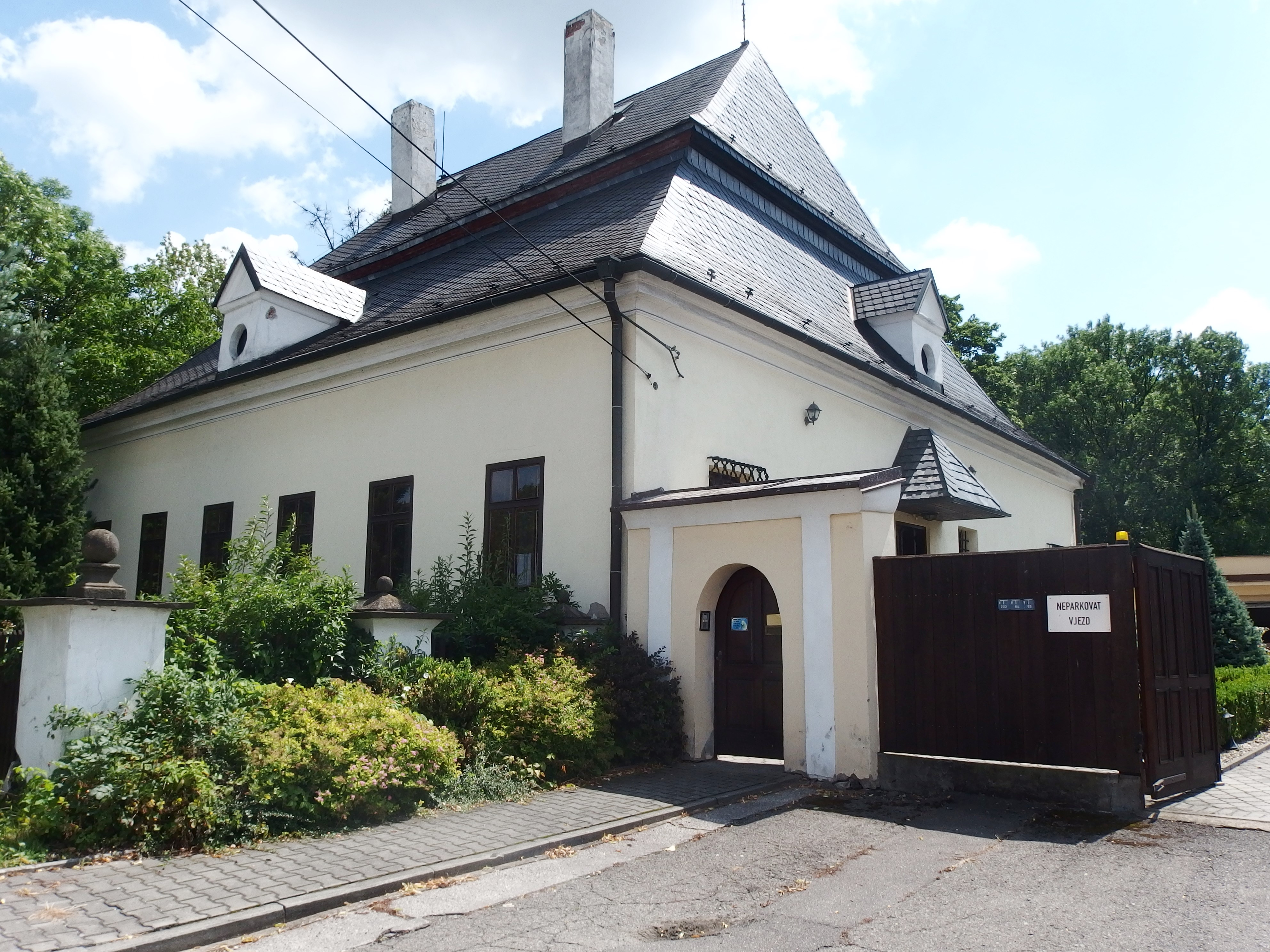
Fara
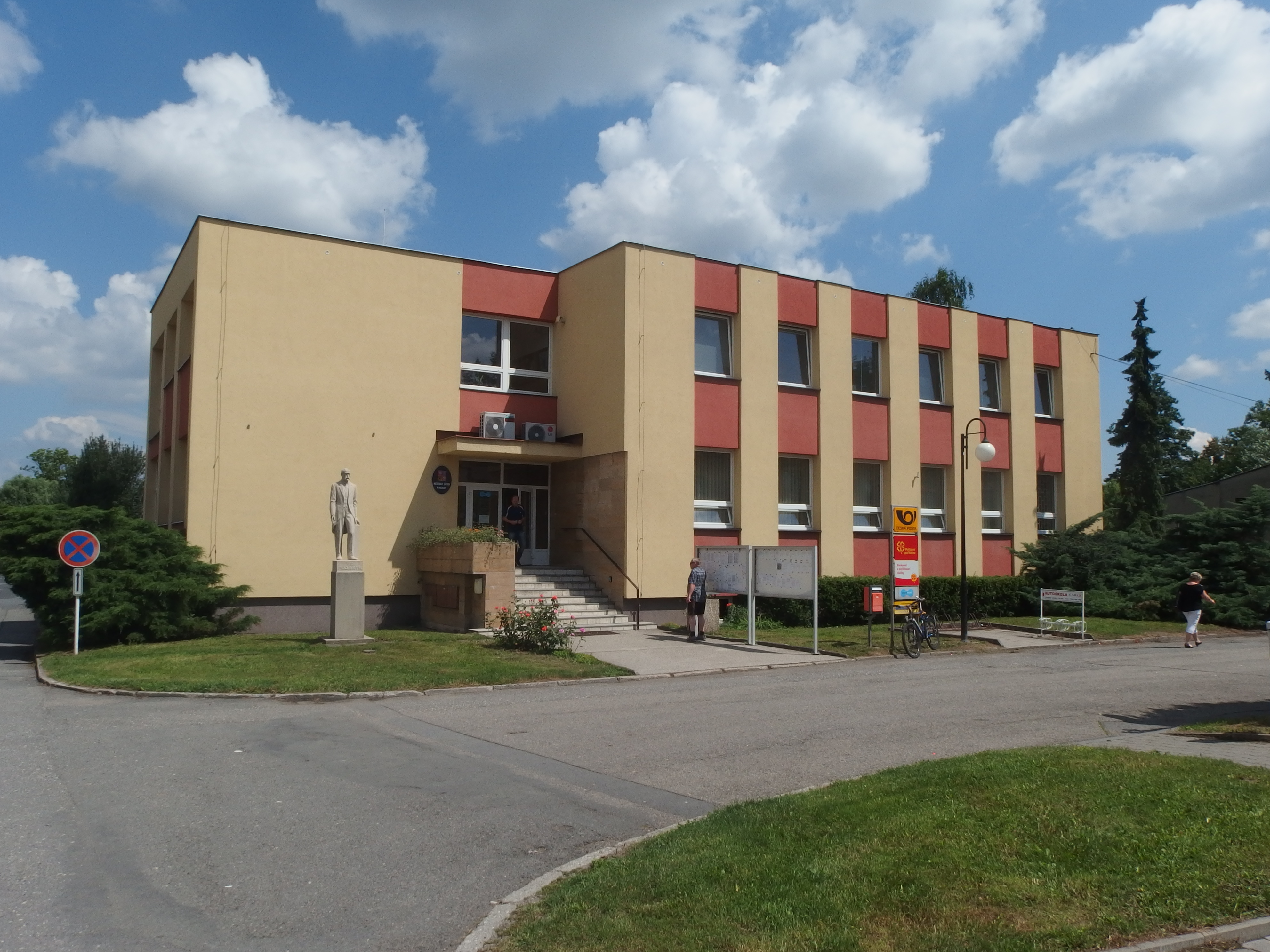
Městský úřad
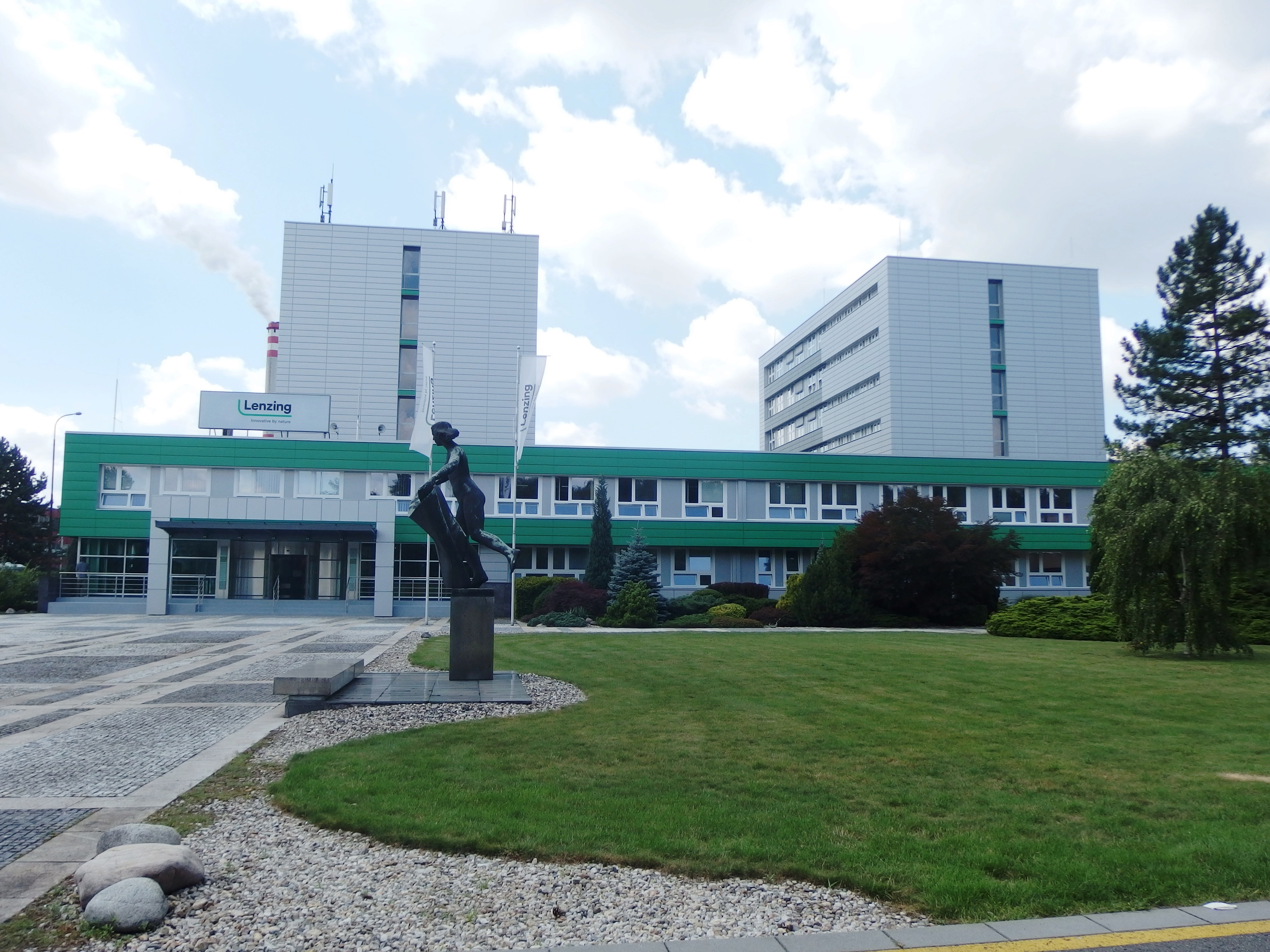
Celulózka Biocel